# Bart van der Putten
Bart van der Putten (* 28. November 1957 in Helmond) ist ein niederländischer Jazzsaxophonist und -klarinettist.
Van der Putten spielte seit 1979 Saxophon und war Schüler von Sean Bergin, Paul Termos und Paul Stocker. Seit Anfang der 1980er Jahre wirkte er an Workshops von Arnold Dooyeweerd und Frank Grasso mit. Seit 2000 leitet er die Beroepsvereniging van Improviserende Musici (BIM).
Von 1981 bis 1984 war van der Putten Mitglied der Gruppe ACE, die zu den Finalisten des NOS-Jazzfestival 1982 zählte. Zwischen 1982 und 1984 trat er mit der Crea Big Band (später Frank Grasso Big Band) wöchentlich im Odeon Theater in Amsterdam mit Gästen wie Toots Thielemans, Hans Dulfer, Mathilde Santing und Johnny Meier auf.
Zwischen 1984 und 1990 gehörte er zu Wilbert de Joodes Trio Nu, mit dem er auch Rundfunkaufnahmen einspielte. Um 1990 trat er mit dem Ig Henneman Kwintet auf, mit dem er 1990 das Album In Grassetto aufnahm. Parallel dazu tourte er mit Jaap Blonks Gruppe Baba-Oemf durch die Niederlande und Ungarn.
Seit 1990 ist er Mitglied der Bik Band Braam, mit der er u. a. am North Sea Jazz Festival 1999 teilnahm und mehrere Alben einspielte. Mit dem Trio Blonk/Nijdam/van der Putten trat er in den Niederlanden, Belgien und Ungarn auf. 1989 gründete er ein eigenes Quartett mit dem Posaunisten Wolter Wierbos, dem Bassisten Wilbert de Joode und dem Schlagzeuger Theo Bodewes.
Seit 2003 arbeitet van der Putten außerdem mit dem Komponisten Ricardo Huisman zusammen. Mit Jaap Blonk bildete er von 2004 bis 2007 ein Duo für elektronische Musik. Seit 2008 leitet er die Bucket Big Band.

## Diskographische Hinweise
- Ig Henneman Kwintet: In Grassetto, 1990
- Bik Bnt Braam: Howdy, 1992
- Splinks: Splinks, 1993
- Jaap Blonk: Liederen uit de Hemel, 1993
- Blonk, Nijdam & Van der Putten, 1996
- Baba-Oemf: Hugo Ball, six sound poems, 1998
- Bik Bent Braam: Zwart Wit, 1999
- Splinks: Consensus, 1999
- Bram Vermeulen: Voltooid Verleden Tijd, 2001
- Bik Bent Braam: Bonsai, 2002
- Jaap Blonk, Bart van der Putten, Paul Pallesen und Melle Hammer: har, 2003
- Jaap Blonk, Paul Pallesen, Bart van der Putten: Off Shore, 2003
- Bik Bent Braam: Extremen, 2008
- KonstruK: Live At Akbank Jazz Festival, 2010
- Jaap Blonk: The Splinks And BRAAXTAAL Recordings | 1993, 2011
- Flex Bent Braam Lucebert, 2013